# 久賀島

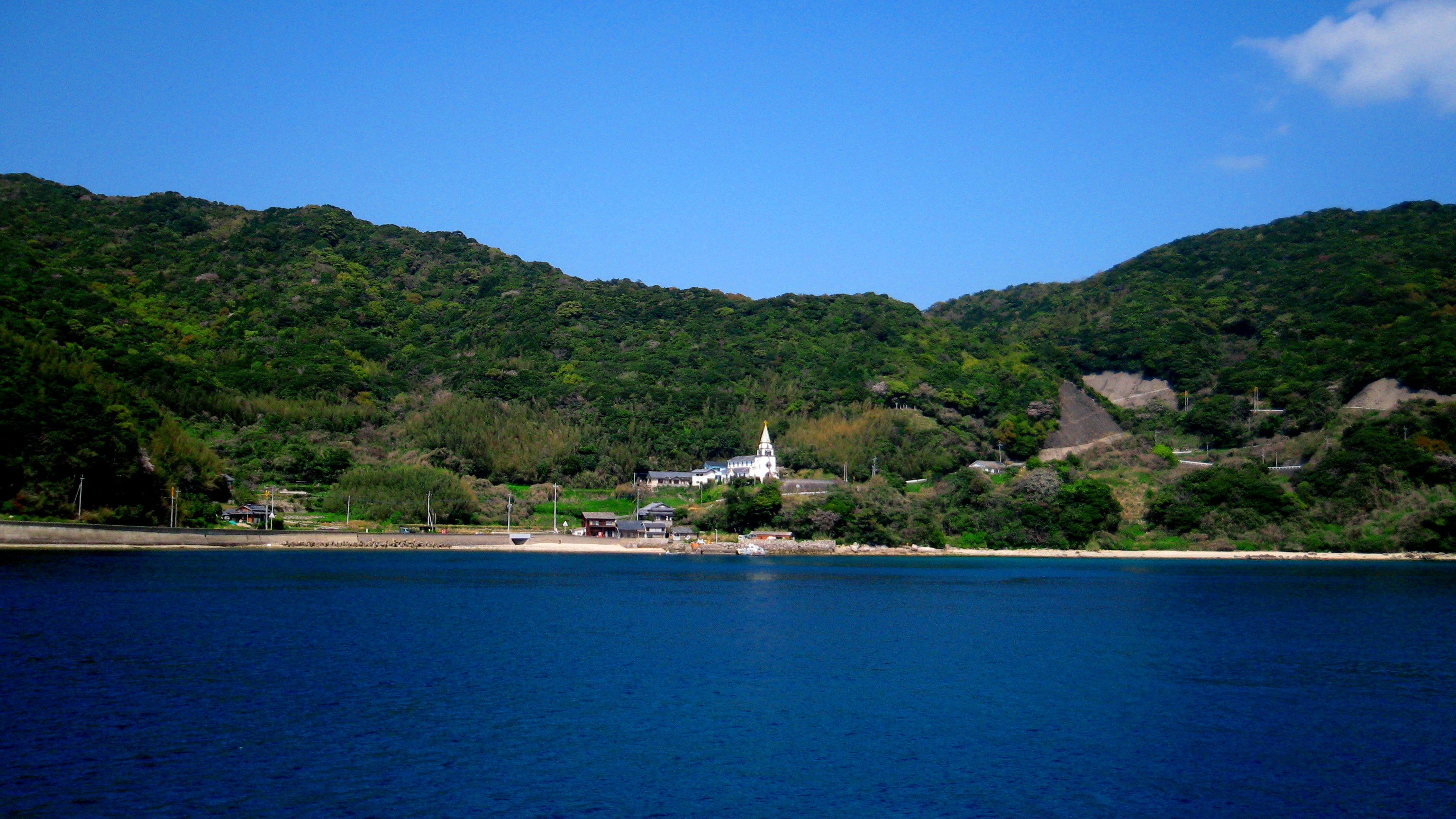
田ノ浦町

久賀島（ひさかじま）は、長崎県の西に浮かぶ五島列島の一つの島である。行政区分は長崎県五島市に属する。

## 概要
- 面積 - 約37.24 km2
- 人口 - 304人（2019年）[1]

## 地理
五島列島の中では福江島・中通島に次いで3番目に大きい島で、福江島の北東、奈留島の南西に位置する。福江島とは田ノ浦瀬戸、奈留島とは奈留瀬戸が隔てる。海岸線はリアス式海岸で、特に島の北側から中央にかけて久賀湾が大きく切れ込んで馬蹄形の地形となっている。島の南西には田ノ浦港があり、定期船が発着している。
標高は低いものの急勾配斜面の山が複数あり、裾野が海岸線まで到達し平地は少ない。
久賀湾の一番奥に島の中心となる久賀町の久賀地区があり、同町内の山間部に大開（おおひらき）・市小木・内上平地区、福江島と向かい合う海岸部に田ノ浦・外上平（野園）地区、久賀湾の西側（猪之木町）の山間部に猪之木地区、湾の中ほどに深浦地区、湾の入口に細石流（ざざれ）地区、湾の東側（蕨町）で奈留島と向かい合う海岸部に蕨・五輪（外幸泊）地区があり、これらが現在の主要集落となっている。この他、永里（えいり）・竹山・浜泊・野首・和木内・折紙・福見・外輪・大仁田・蕨小島の小規模集落もある。

## 歴史
716年（霊亀2年）に遣唐使船が田ノ浦に寄港した記録があり、これが久賀島が歴史に登場した初出となる。804年（延暦23年）には空海が乗った遣唐使船も田ノ浦に寄港している。猪之木集落には平家の落人伝説も伝わる。

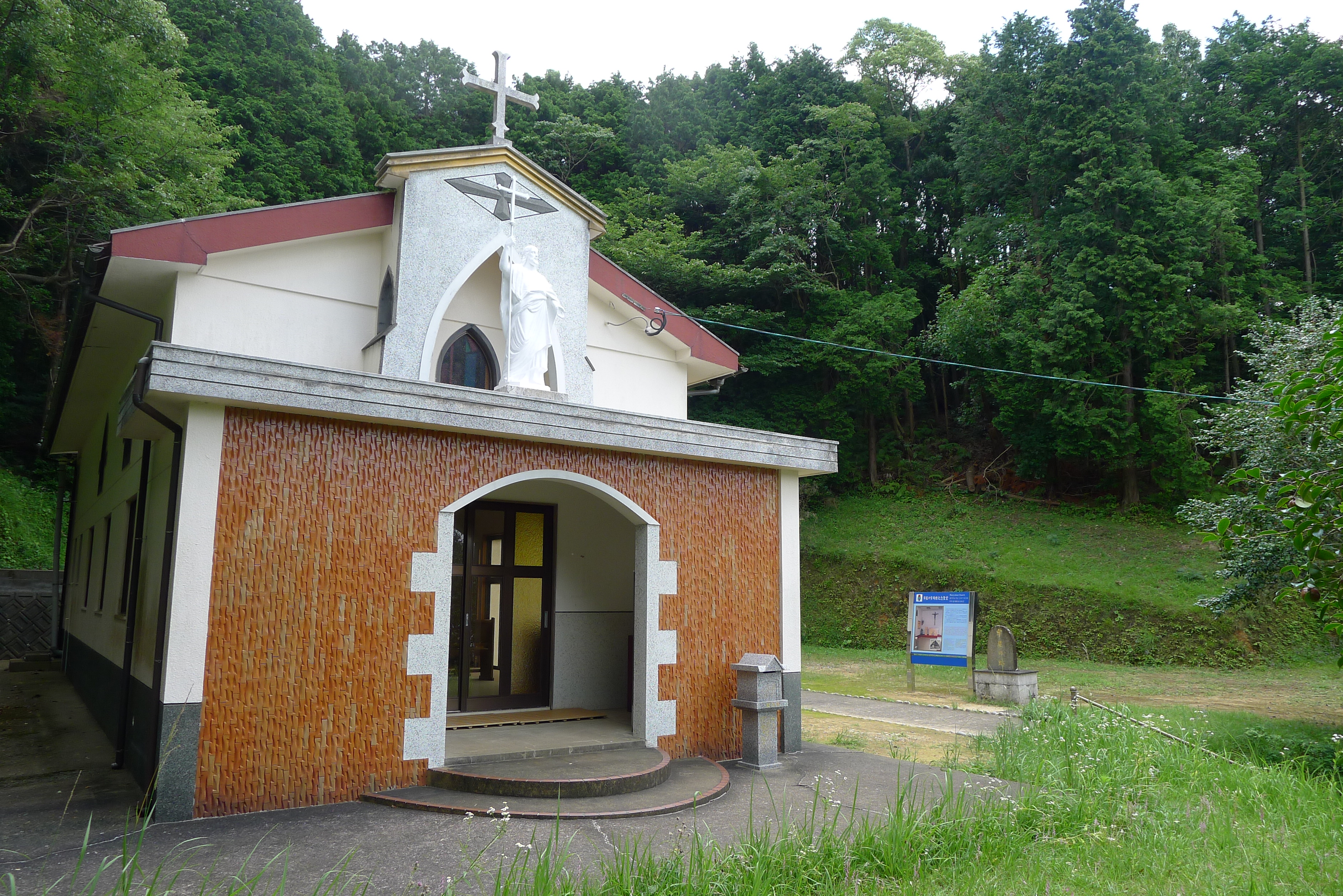
牢屋の窄殉教事件現場（牢屋跡）と記念教会

室町時代には倭寇の拠点となったが、島は宇久氏の統治下にあった。1566年（永禄9年）、ルイス・デ・アルメイダが五島へ布教したことで、久賀島でも深浦・市小木・蕨集落ではキリシタンが急増した。しかし、江戸時代に入ると福江藩領となり、禁教令もありキリスト教は一度途絶えることになる。田ノ浦に代官所が置かれ、宝暦年間（1751～63年）に代官所が久賀に移設し開拓が始まった。久賀島は江戸時代を通して流刑の地でもあり、罪人による開拓も進められた。1845年（弘化2年）には、番屋岳に異国船の来航を監視する番所が置かれた。
1797年（寛政9年）以降、大村藩領であった西彼杵半島の外海などから五島への移住が始まると、多くの隠れキリシタンが来島し、久賀・大開・内上平・細石流・永里・福見・蕨・蕨小島などに入植した。
1868年（慶応4年―明治元年）、久賀島の隠れキリシタンが大浦天主堂へ出向き、宣教師から寺社の護符類は所持してはならないと諭され、帰島後に護符を焼却し寺社との係わりを絶ちキリシタンであることを庄屋を通して代官へ上奏。この結果、大規模弾圧となる「牢屋の窄殉教事件」に端を発する「五島崩れ」が発生。翌年、駐日英国公使のハリー・パークスが現地調査を実施し、明治政府に抗議したことで隠れキリシタン達は釈放され、カトリックに復帰を果たした。

## 交通

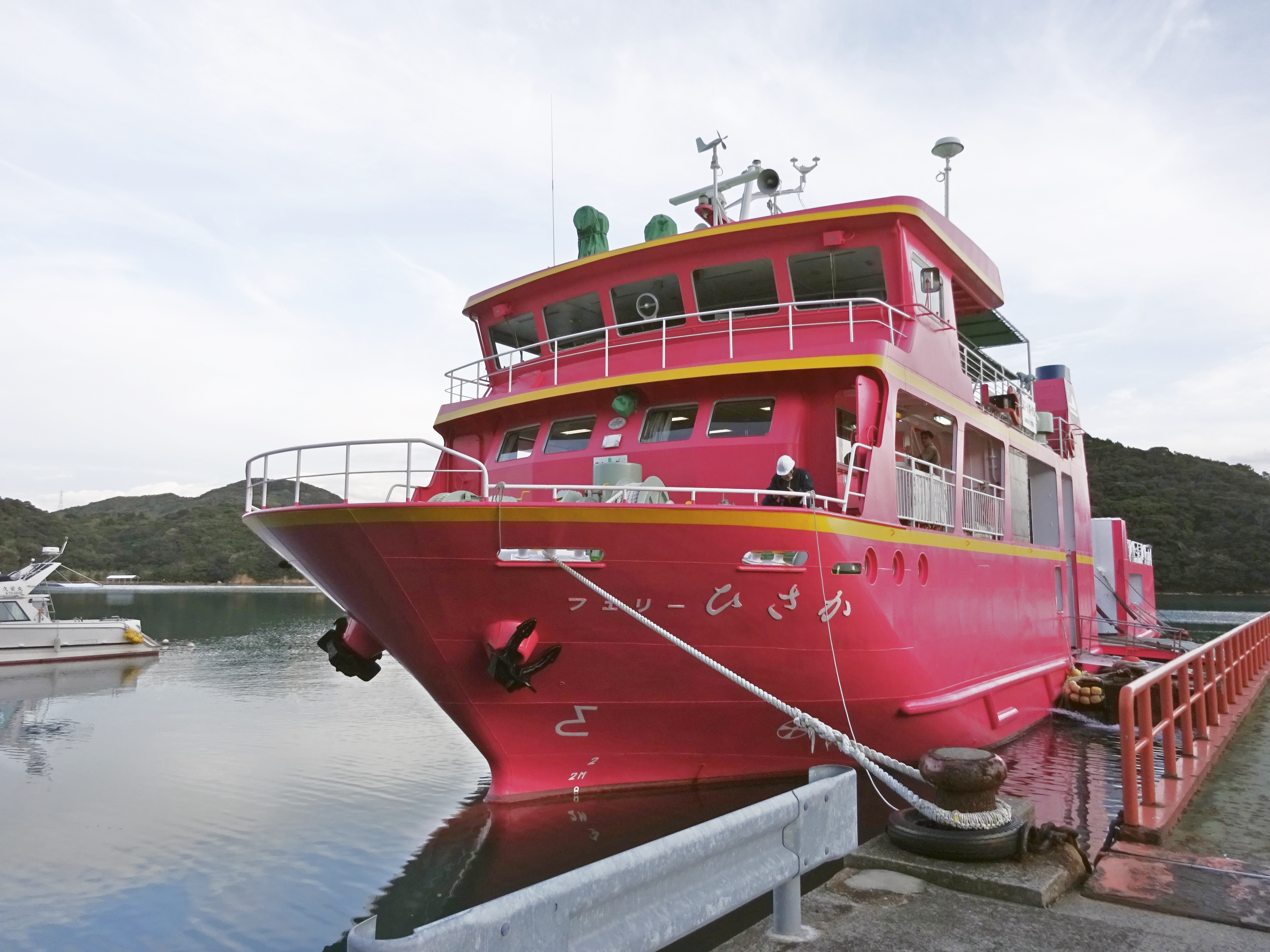
フェリー「ひさか」（奥浦港）

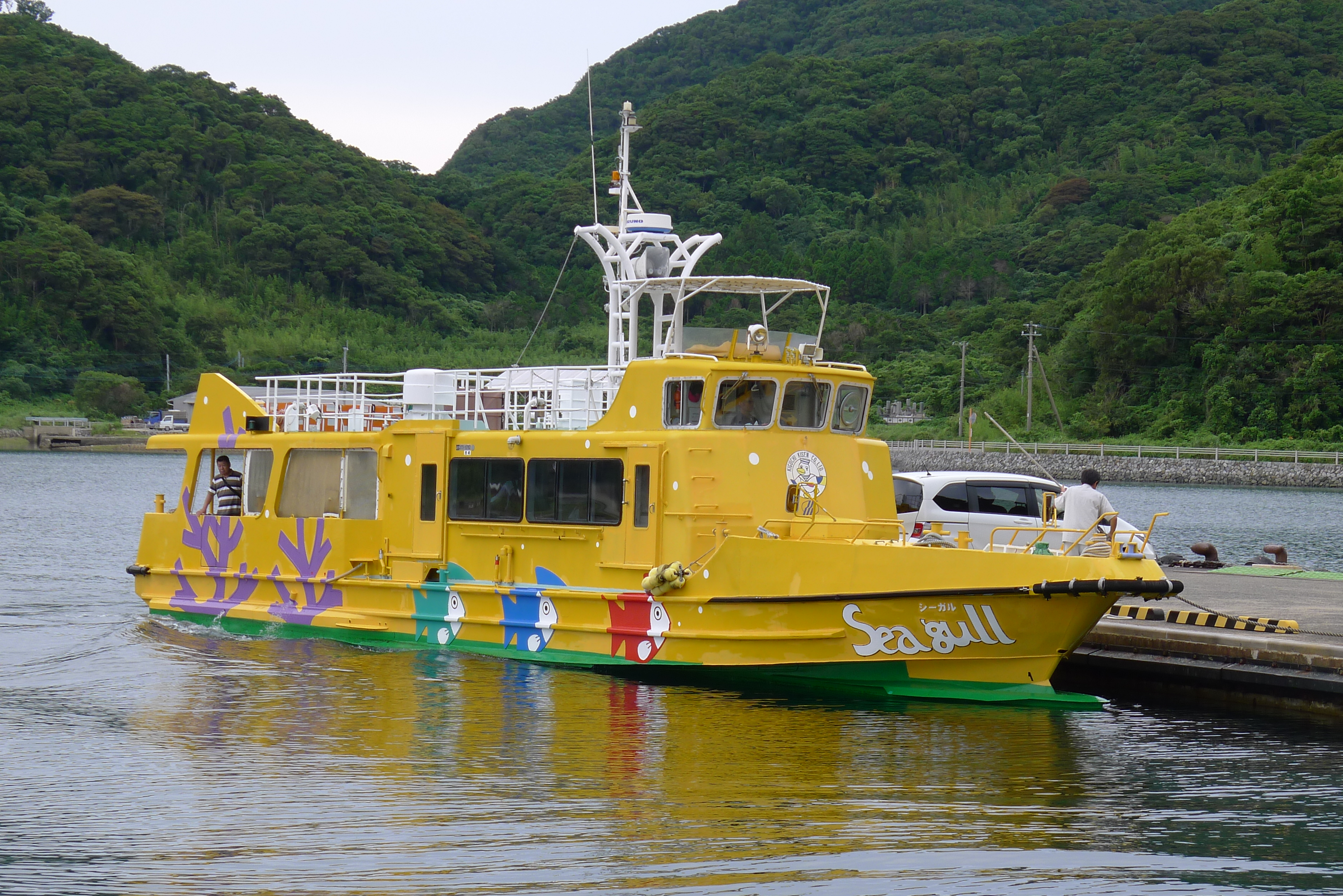
田ノ浦港に停泊中の木口汽船のシーガル号

福江島の福江港・奥浦港から木口汽船のフェリーと高速船が就航している。
- フェリー
  - 福江 - 田ノ浦（所要時間34分）、奥浦 - 田ノ浦（所要時間19分）
- 高速船
  - 福江 - 田ノ浦（所要時間20分）

島内の公共交通機関は久賀タクシー、久賀島レンタカー、久賀島地区乗合タクシーである。また信号機は小中学校前に1基のみ設置されている。

## 観光

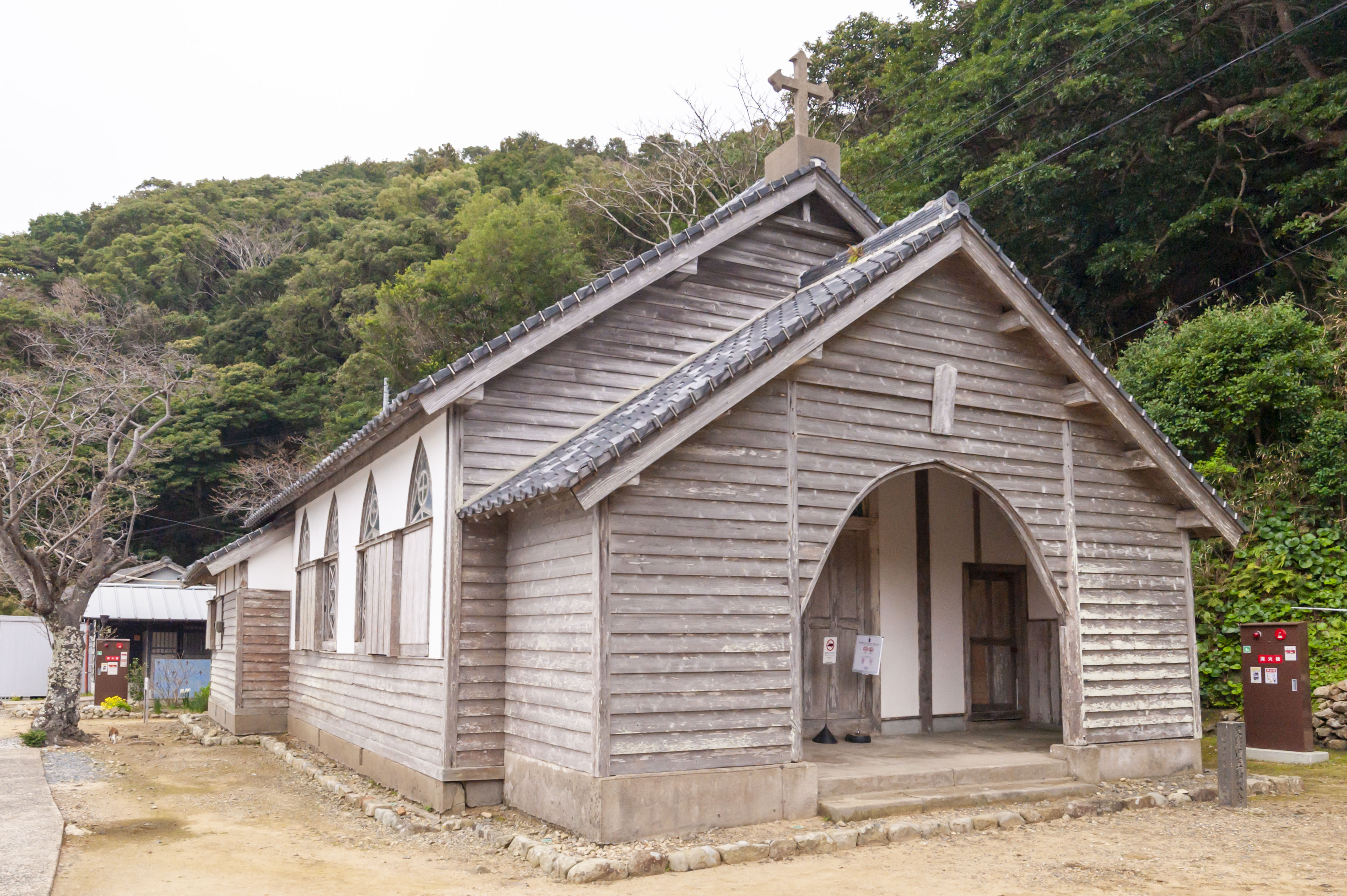
旧五輪教会

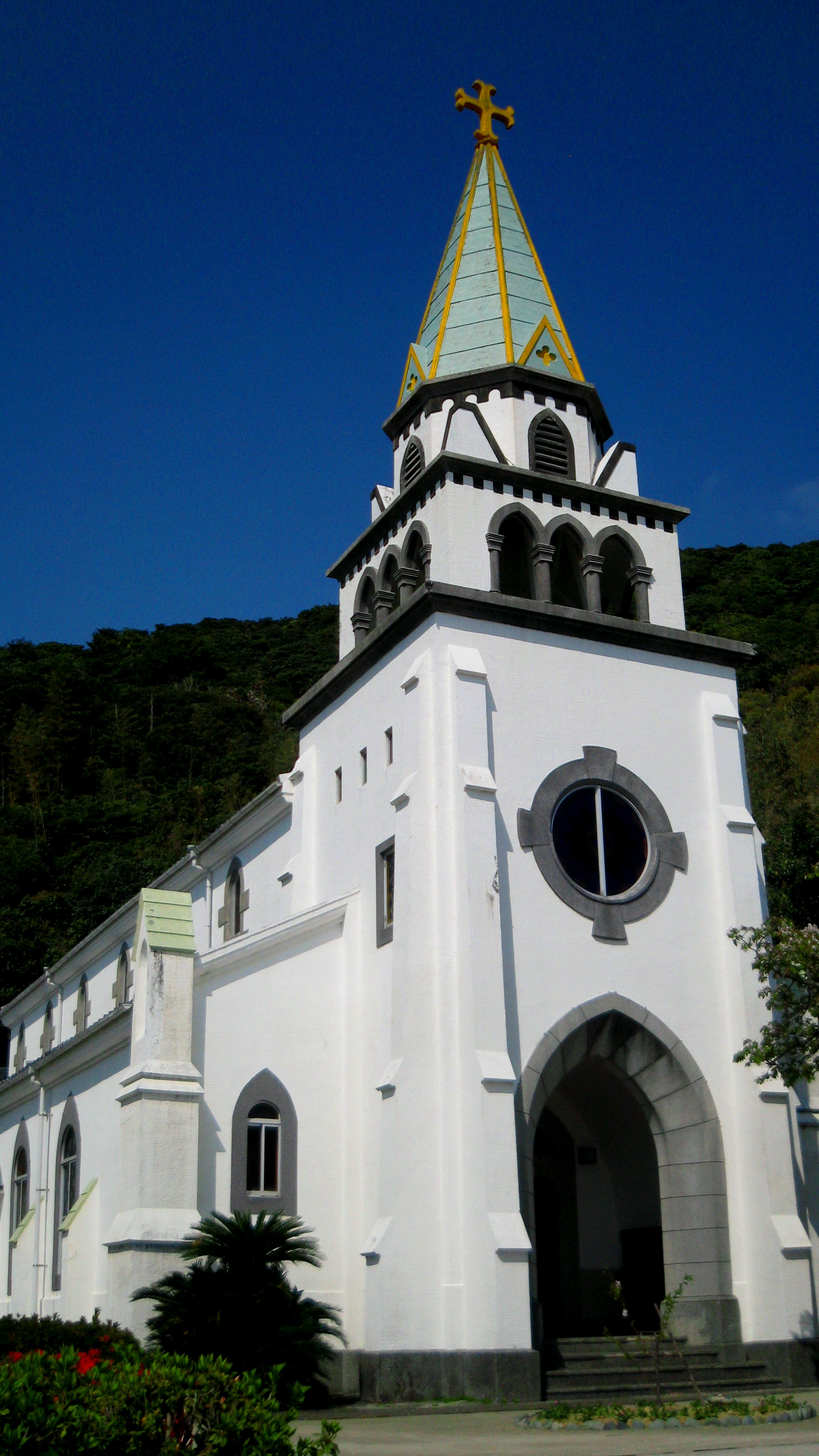
浜脇教会

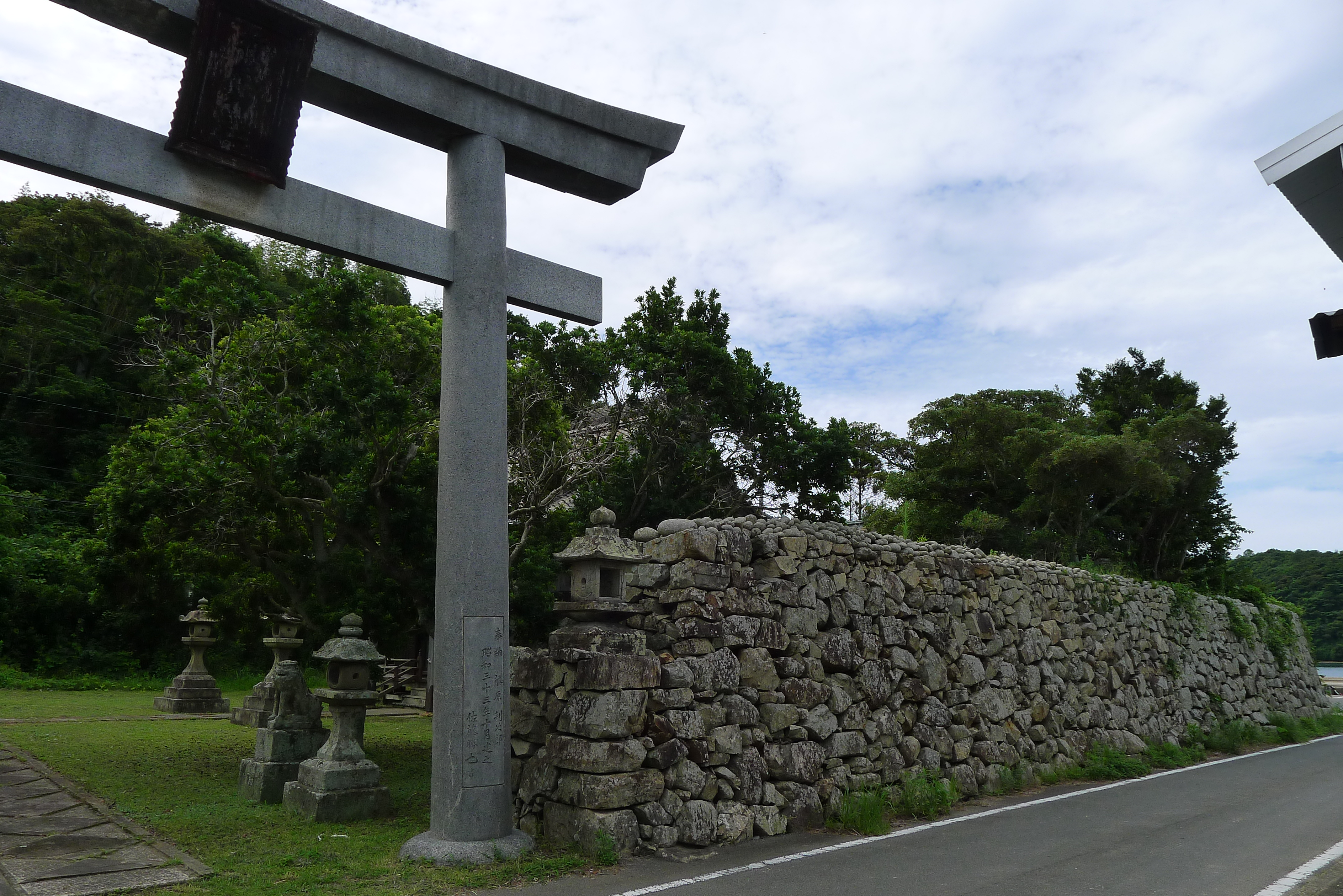
高い石積み垣根に囲われた折紙神社

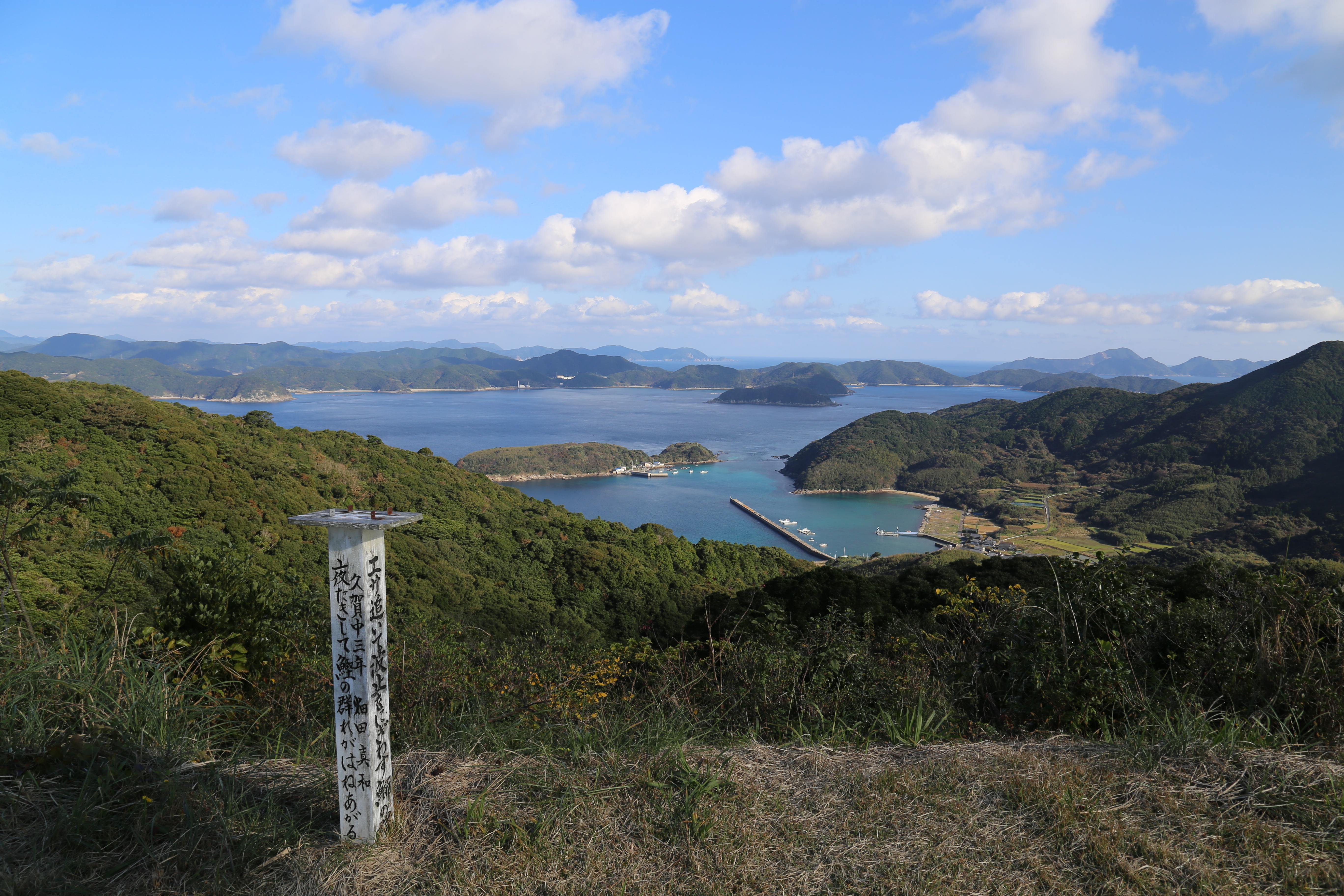
久賀島の折紙展望台から。中央の島は蕨小島

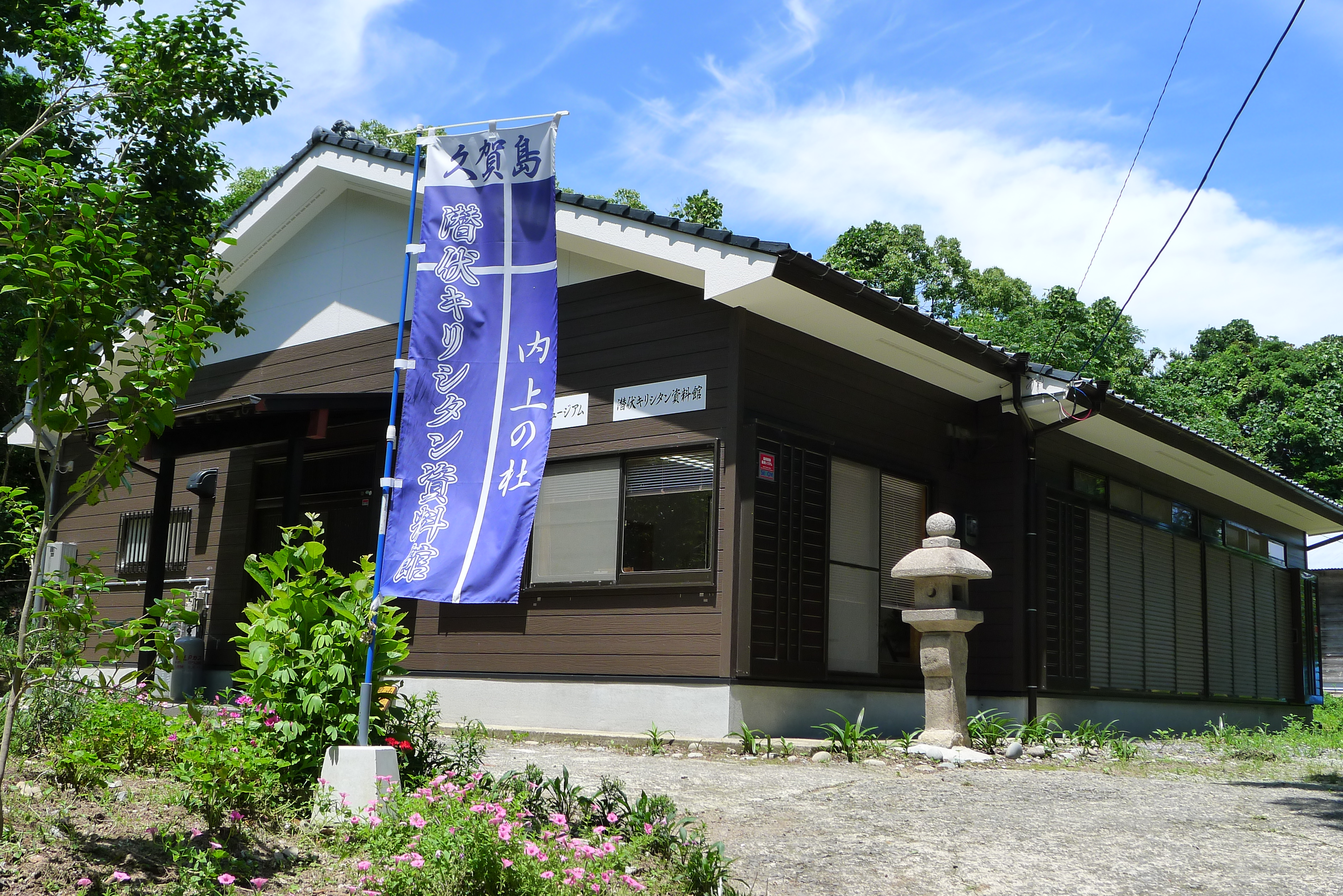
潜伏キリシタン資料館

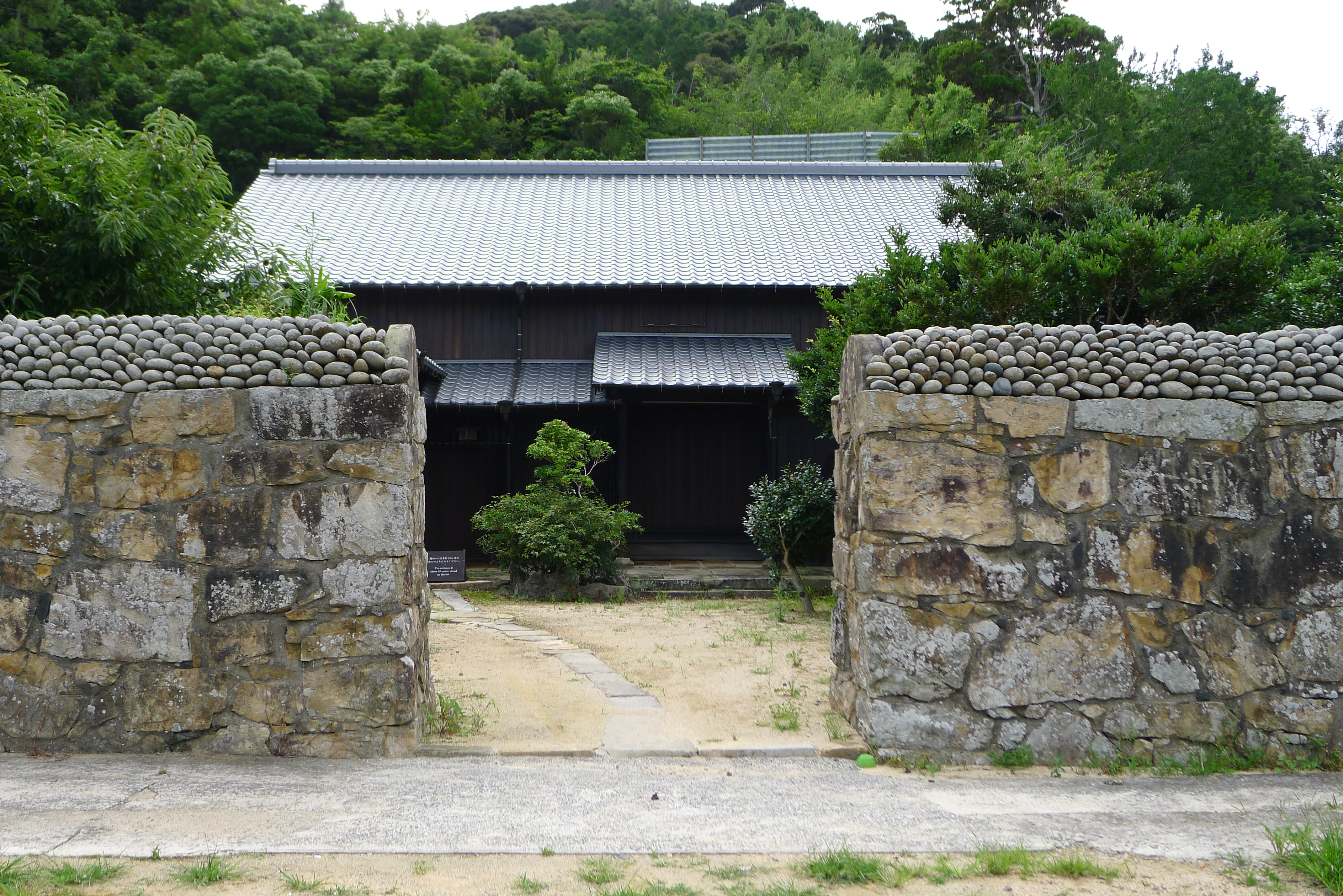
観光交流拠点センター

### 宗教施設

#### カトリック教会
- 浜脇教会（五島市田ノ浦町263） - 1881年（明治14年）創建で、1931年（昭和6年）に現在の鉄筋コンクリート製に建て替えられた。
- 旧五輪教会堂・五輪教会（五島市蕨町五輪） - 旧五輪教会は、世界遺産候補「長崎の教会群とキリスト教関連遺産」を構成する教会の一つとしてユネスコの世界遺産（文化遺産）暫定リスト掲載物件であったが、2016年に遺産の名称が「長崎と天草地方の潜伏キリシタン関連遺産」に改められた際に教会建築から集落景観が主体となったため、「久賀島の集落」という扱いに包括されることになり、2018年に登録された。
- 牢屋の窄殉教記念聖堂（五島市久賀町大開） - 「五島崩れ」で隠れキリシタンを押し込めた民家のあった場所に建てられた。

なお、島内の教会は浜脇教会以外は原則として非公開になっている。また旧五輪教会堂は2015年10月1日から見学の際には事前予約が必要となった。
かつて細石流地区に鉄川与助が建築した細石流教会（1921年竣工）があったが、1971年に過疎化のため住民が福岡県行橋市に集団移住して廃堂となり、その後自然倒壊して現存しない。

#### 仏教寺院
- 禅海寺（五島市久賀町） - 本堂の格天井に80枚の天井絵がある。
- 恵剣寺（五島市蕨町福見） - 全国に数カ所伝承がある赤穂浪士四十七士唯一の生き残り寺坂信行（吉右衛門）の墓とされるものがある。

#### 神社
- 折紙神社

### 重要文化的景観
久賀島は島全体が「五島市久賀島の文化的景観」として文化財保護法の重要文化的景観に選定されており、「地形条件に応じて形成された集落およびその生活・生業の在り方、また島内に二カ所展開するヤブツバキの自然林はじめ、外海側に発達するヤブツバキ林・集落近傍に自生するツバキ樹とその利用によって特徴づけられる価値の高い文化的景観」と評価されており、特に自然林から移植した栽培樹が集落景観を形成している。

### 自然
- ヤブツバキの原生林 - 島南東に位置する県指定の長浜椿原始林と、田ノ浦に近い亀河原椿原生林がある。

### その他
- 折紙展望台 - 島民の手づくりでつくられた展望台で久賀島を一望できる。「島民手づくり展望台」として平成18年度国土交通省手づくり郷土賞（地域活動部門）受賞[10]。
- 農山漁村民泊 - 五島市の農山漁村民泊を利用した修学旅行の誘致政策により、島内には後述の民宿・旅館以外にも民泊受入先があり、農山漁村民泊と農業・漁業の体験プログラムの提供も行っている[11]。
- 潜伏キリシタン資料館 - 世界遺産登録をうけクラウドファンディングで資金調達して建てられた。
- 久賀島観光交流拠点センター - 明治中期に建てられた福江島の武家屋敷様式を踏襲した旧藤原邸を利用した展示・休憩スペース。高く厚みがある石垣塀の上にさらに玉石を積み上げる「こぼれ石」が見られる[12]。

### 世界遺産
上記の重要文化的景観を世界遺産に求められる法的保護根拠としつつ、移住潜伏キリシタンが独自に開拓した集落や先住仏教徒と共同で切り拓いた集落、そして旧五輪教会と同じ板張り壁（一説には移住してきた潜伏キリシタンが持ち込んだ造船技術を応用したとも）の家屋や移住潜伏キリシタンが持ち込んだ石積み技術を応用した石垣塀や築港がある集落景観が世界遺産「長崎と天草地方の潜伏キリシタン関連遺産」の構成資産「久賀島の集落」として登録されている。潜伏キリシタンは当初、仏教徒から隔絶した五輪・赤仁田・福見・折紙・細石流・蕨小島に集落を作り、徐々に仏教徒集落に近接する蕨・永里・内上平・外上平を形成、次いで仏教徒と共同で久賀湾の干潟を干拓した久賀集落や山間部を切り開いた島内最大の水田が広がる大開集落ができ、禁教明けに浜脇・浜泊ができた。赤仁田・永里・細石流にはかつて教会堂があり、永里と大開には現在もカトリックに復帰した末裔が墓参するキリシタン墓地があるほか、細石流には廃絶した墓地跡がある。なお、蕨では昭和の末頃までキリシタン（復帰クリスチャン）と仏教徒による海女漁が行われていた。
潜伏キリシタン関連集落画像

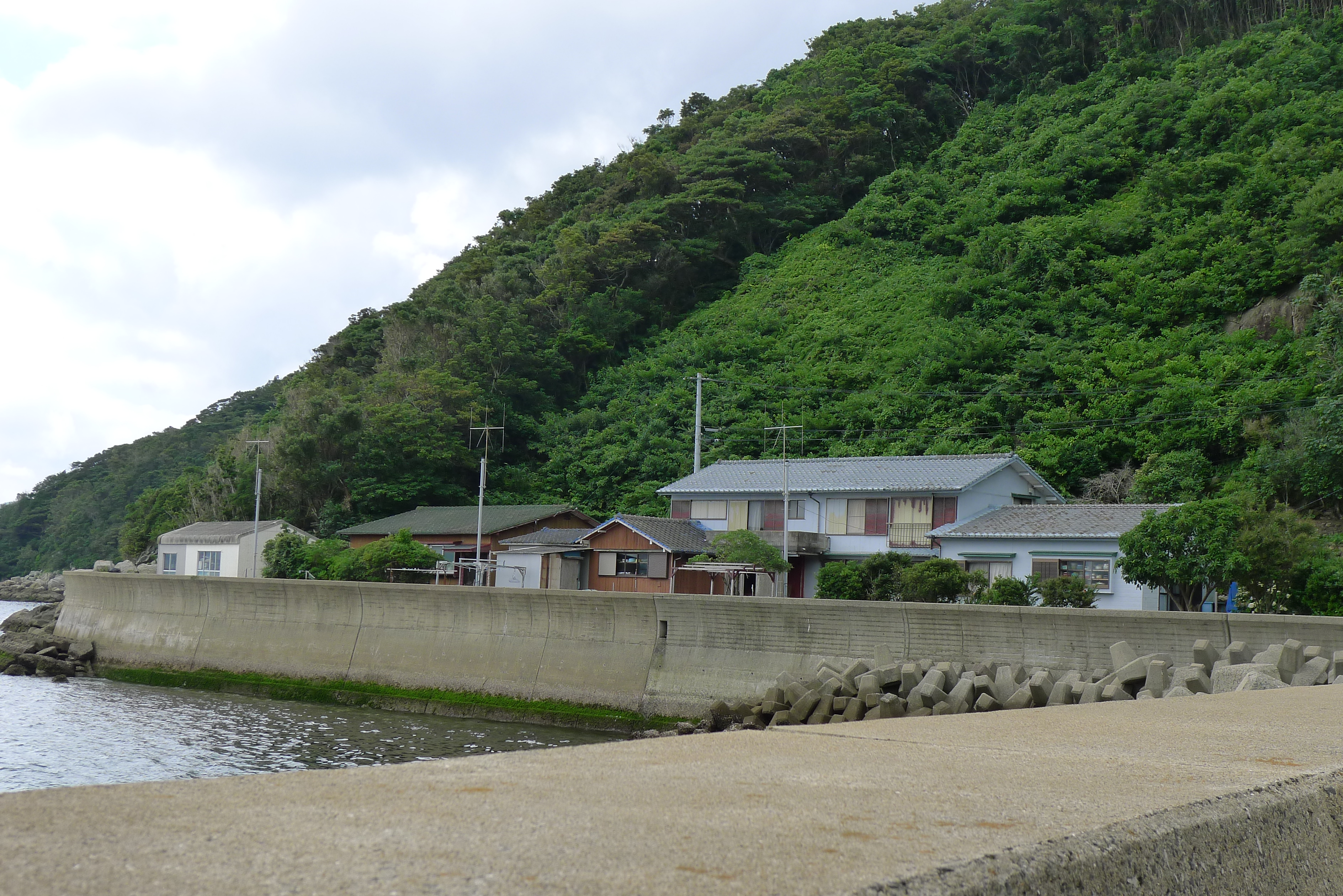
五輪集落
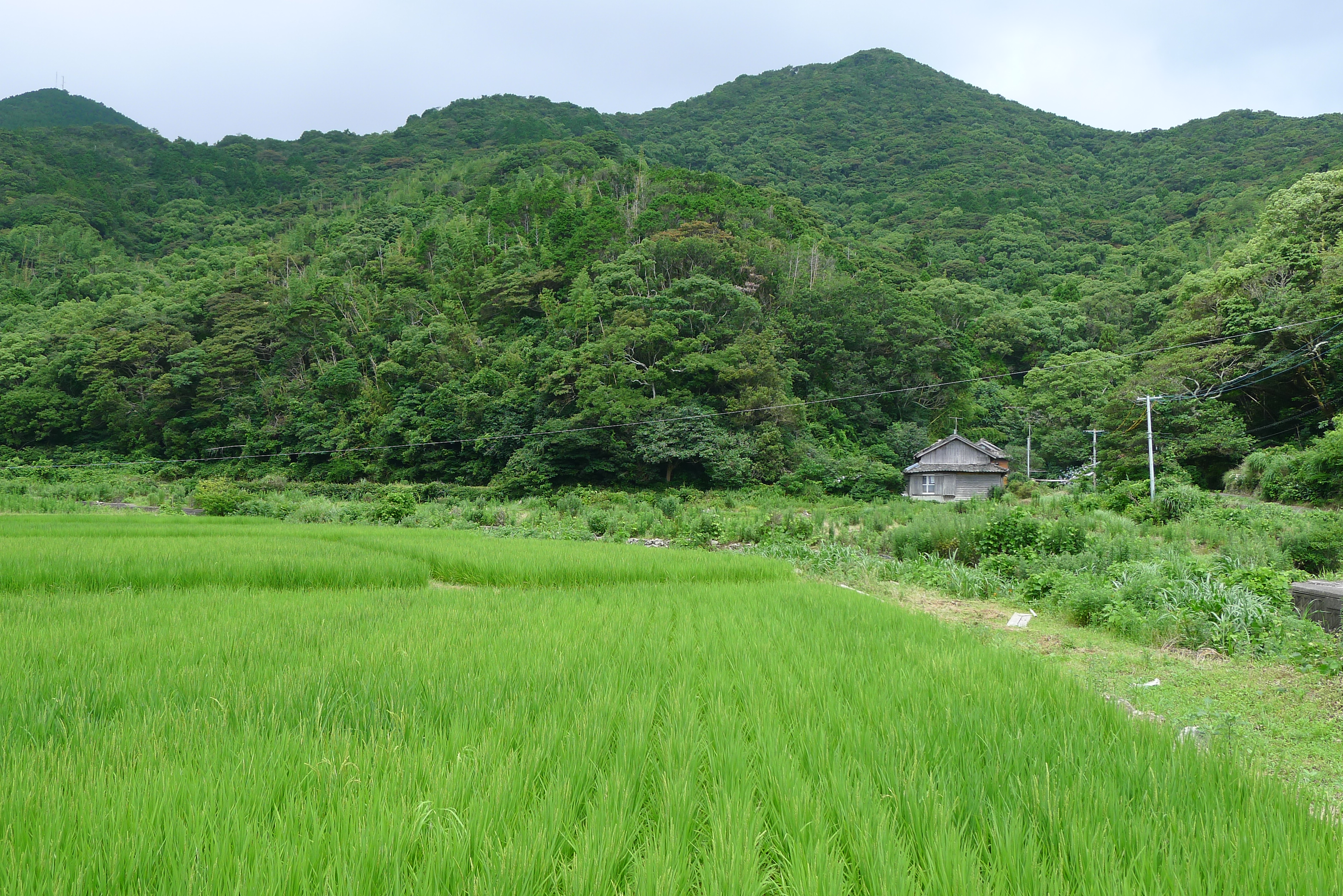
福見集落
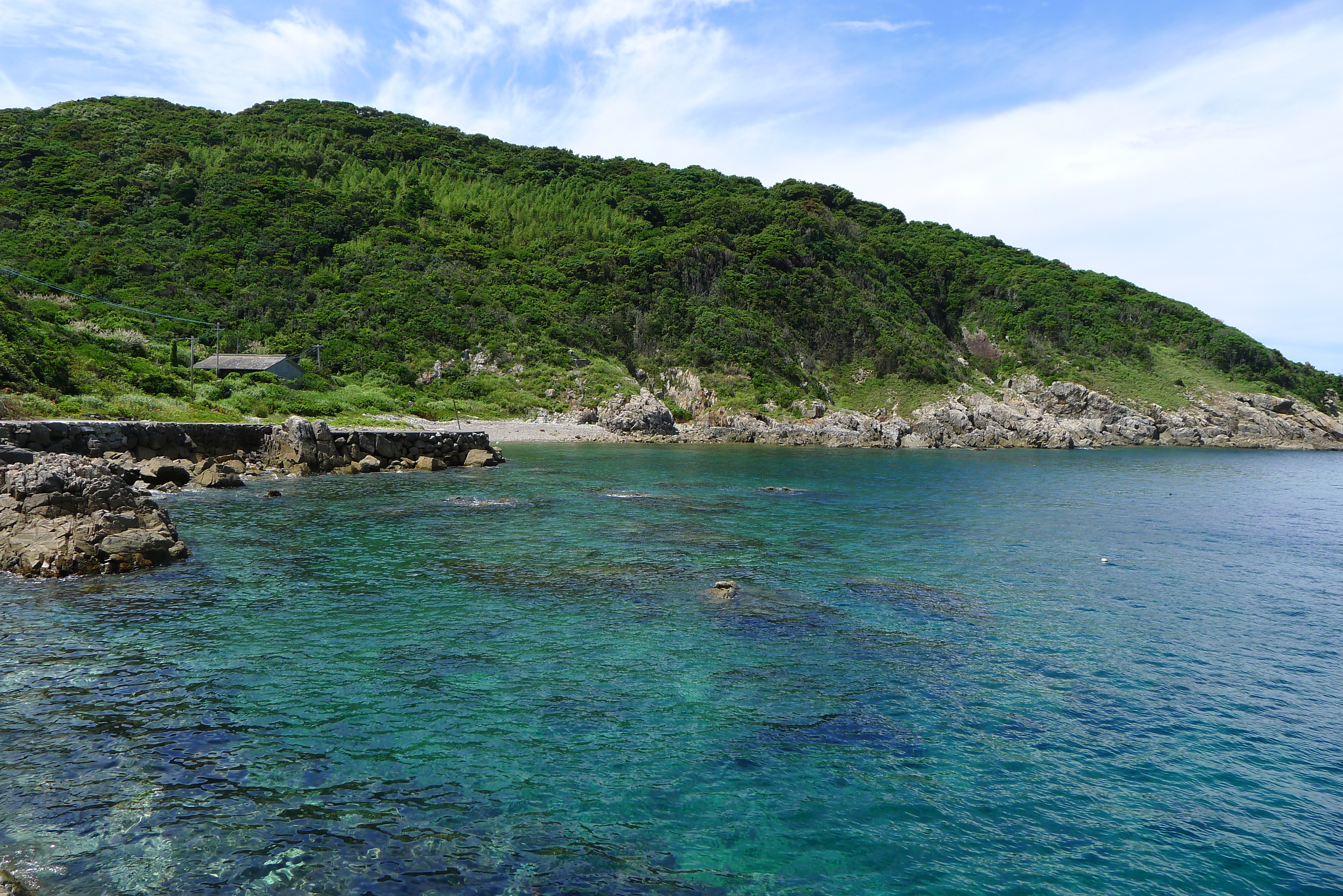
細石流集落
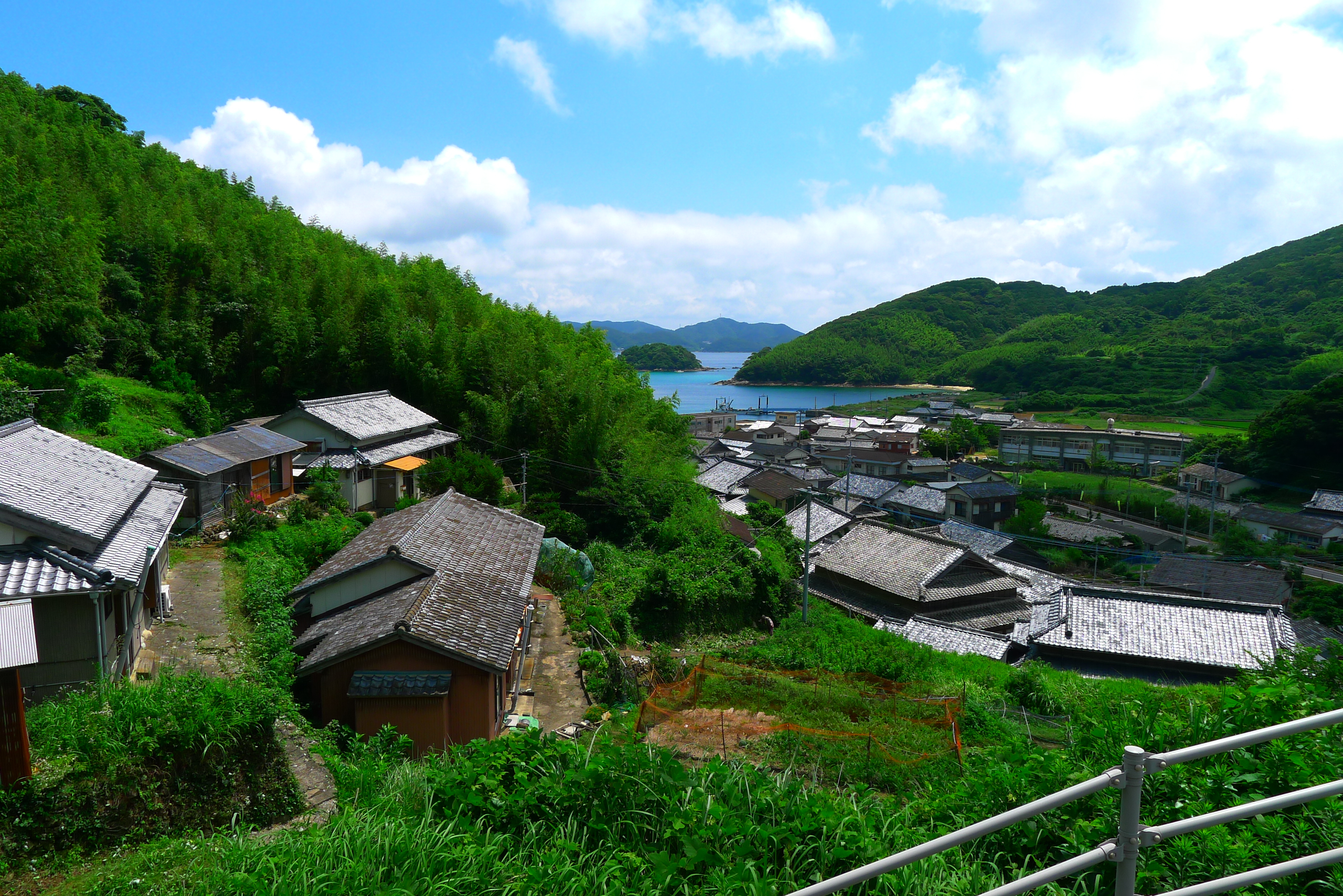
蕨集落
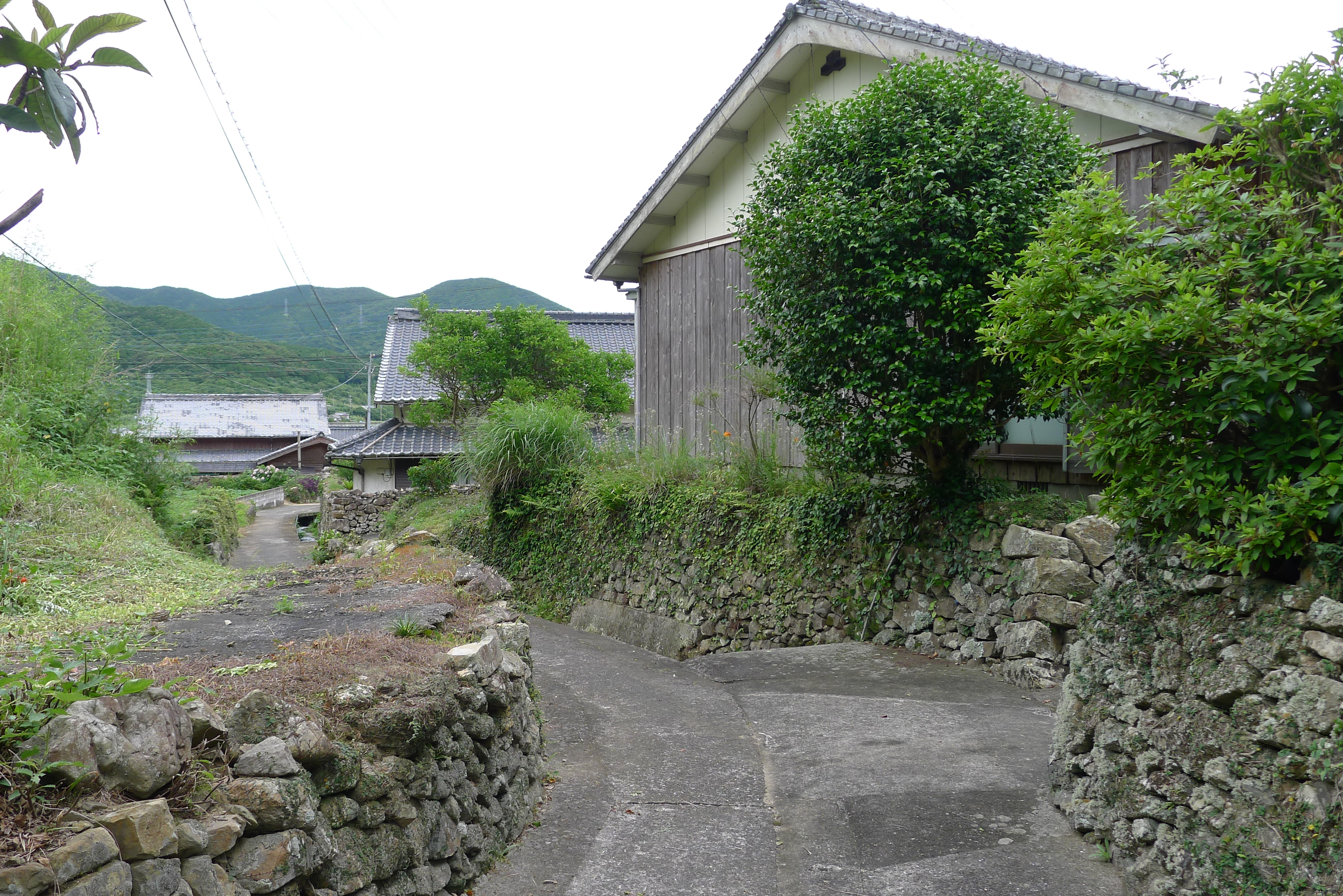
久賀集落
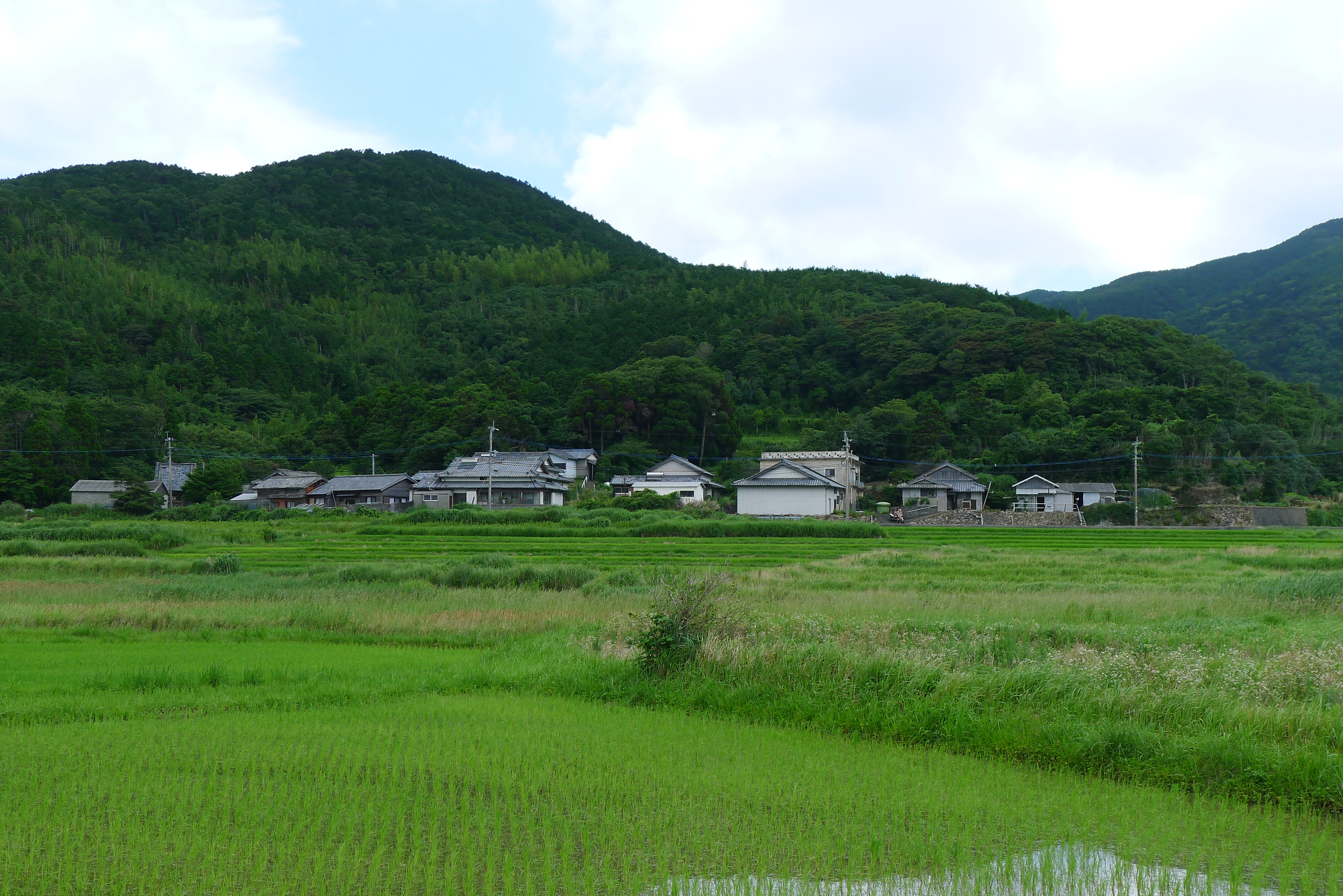
大開集落
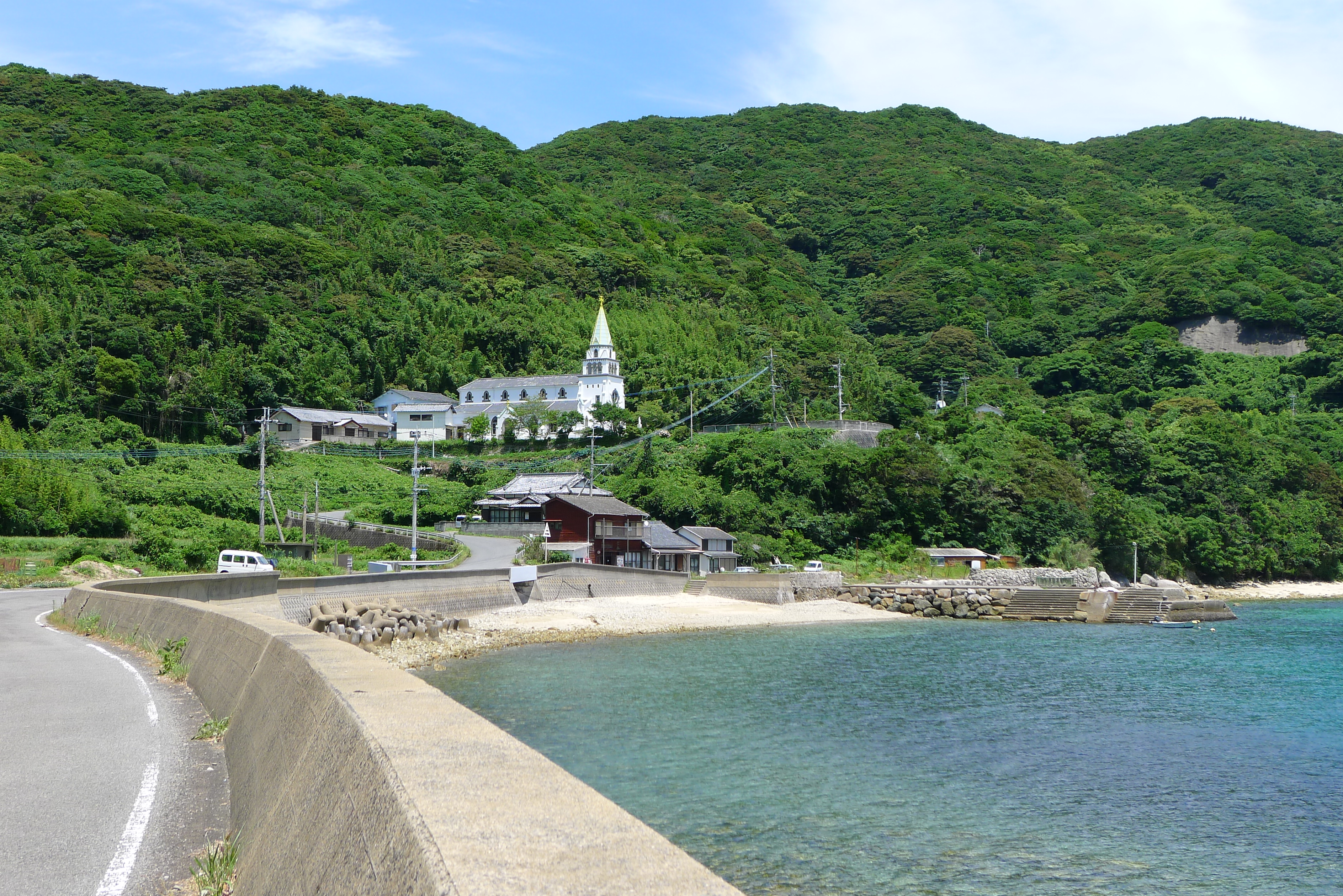
浜脇集落
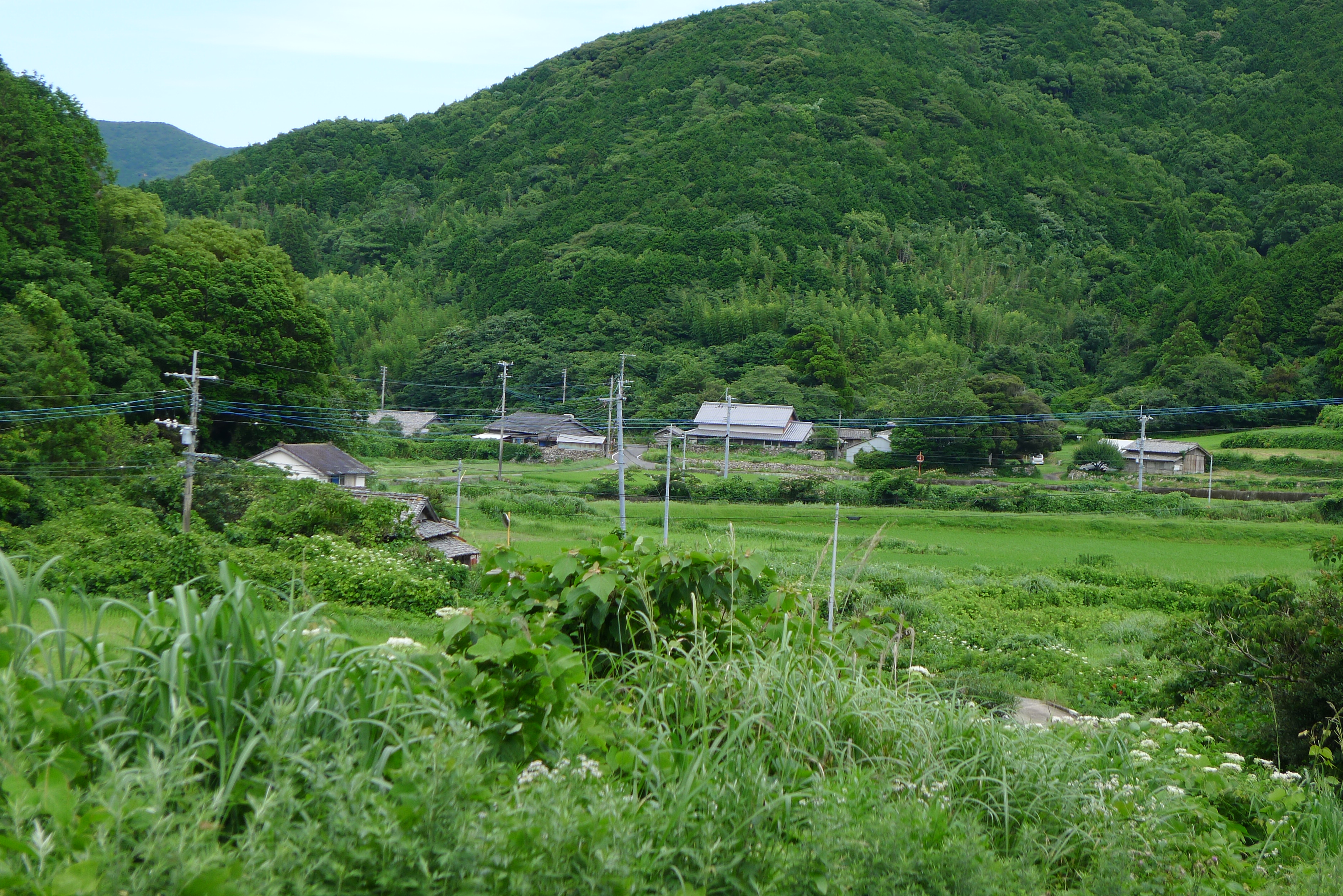
浜泊集落

## 産業

### 農業
- ごとう農業協同組合 久賀出張所
- 五島牛[14]

### 漁業
- 五島ふくえ漁業協同組合久賀島支所
- マルセイ水産 - 定置網漁
- 拓水 五島事業所 - 車海老の養殖・販売

## 地域

### 学校
- 五島市立久賀小・中学校 - 平成21年度より、久賀小学校が移転し小・中併設校となる。平成28年度よりしま留学の受入を開始し、島外から3名の児童・生徒を受け入れ。平成29年度より5名に増員される予定[15]。
  - 五島市立久賀小学校
  - 五島市立久賀中学校
  - 旧田ノ浦小学校：廃校になり取り壊される予定であったが画家の松井守男が買い取り、自身の制作現場として活用している[16][17][18]。

### 病院
- 五島市国民健康保険 久賀診療所

## 行政
- 五島市久賀島出張所
- 五島警察署 久賀島支所

## 出身著名人
- 内海紀雄（元朝日新聞社 代表取締役専務・大阪本社代表／香雪美術館長）
- 藤原元典（アリチアミンの発見者／元京都大学教授）

## 久賀島が舞台の作品
- 小説『五島崩れ』（著：森禮子 主婦の友社） 1980年
- ゲーム『蒼の彼方のフォーリズム』（sprite） 2014年